# Göttlin
Göttlin [ˌgœtˈliːn] ist ein Ortsteil der Kreisstadt Rathenow im Landkreis Havelland in Brandenburg.

## Nachbarorte
- Stadt Rathenow einschließlich seiner Ortsteile Steckelsdorf und Grütz.
- Im Norden Hohennauen, ein Ortsteil der Gemeinde Seeblick.

## Geografie
Göttlin liegt in einer Höhe von 30 m ü. NHN etwa drei Kilometer nordwestlich von Rathenow an der Landesgrenze nach Sachsen-Anhalt, verbunden durch die Kreisstraße 6321 mit Rathenow und Grütz. Der Ort hat 450 Einwohner (Stand: 31. Dezember 2015). Die Gemarkungsgröße beträgt rund 13 km².

## Geschichte

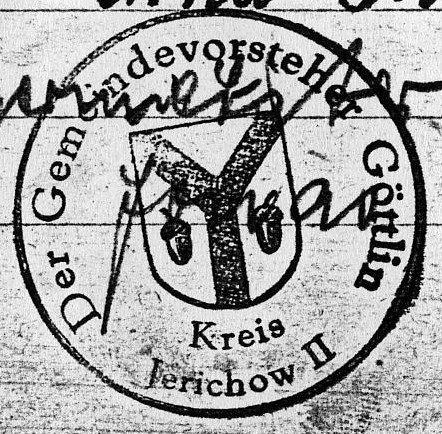
Altes Siegel der Gemeinde Göttlin

Göttlin wurde 1381/82 erstmals urkundlich erwähnt in den Lehnbüchern der Erzbischöfe von Magdeburg. Die Siedlungsgeschichte von Göttlin reicht bis in die Jungsteinzeit zurück, darauf lassen 23 geschützte archäologische Bodendenkmale schließen. Man fand in Havelnähe mehrere unbefestigte Siedlungen und deren typische Hinterlassenschaften wie Steinbeile und Keramik, die der Jungsteinzeit zugeordnet wurden.
Bis zur Gebietsreform in der DDR 1952 gehörte es zum Landkreis Jerichow II im Land Sachsen-Anhalt (1950 in Landkreis Genthin umbenannt), seither zum Kreis Rathenow im Bezirk Potsdam bzw. seit 1990 im Land Brandenburg und seit 1993 zum Landkreis Havelland im Land Brandenburg.
Im Zuge der Gemeindegebietsreform wurde Göttlin am 1. Januar 2002 ein Ortsteil von Rathenow.

## Historisches Wappenbild
Die ehemalige Gemeinde Göttlin führte in ihrem Gemeindesiegel schon einmal ein wappenähnliches Siegelbild. Dieses wurde im Zeitraum nach dem Zweiten Weltkrieg bis etwa zur Einführung der Bezirke und Kreise in der DDR (1945–1952) benutzt.

## Öffentliche Einrichtungen
- Vorsitzende des Ortsbeirates ist Ramona Schröder.
- Eine Kindertagesstätte ist bereits seit 1953 in Betrieb.
- Alle Schulformen befinden sich in Rathenow.
- Für Sicherheit und Ordnung ist die Polizeiwache in Rathenow zuständig.
- Der Brandschutz und die allgemeine Hilfe insbesondere auf Ortsebene wird durch die am 4. Februar 1895 gegründete Freiwillige Feuerwehr Göttlin sichergestellt.
- Der ÖPNV wird durch eine Linie der Havelbus-Verkehrs-GmbH in Richtung Rathenow und Grütz durchgeführt.

## Religionen

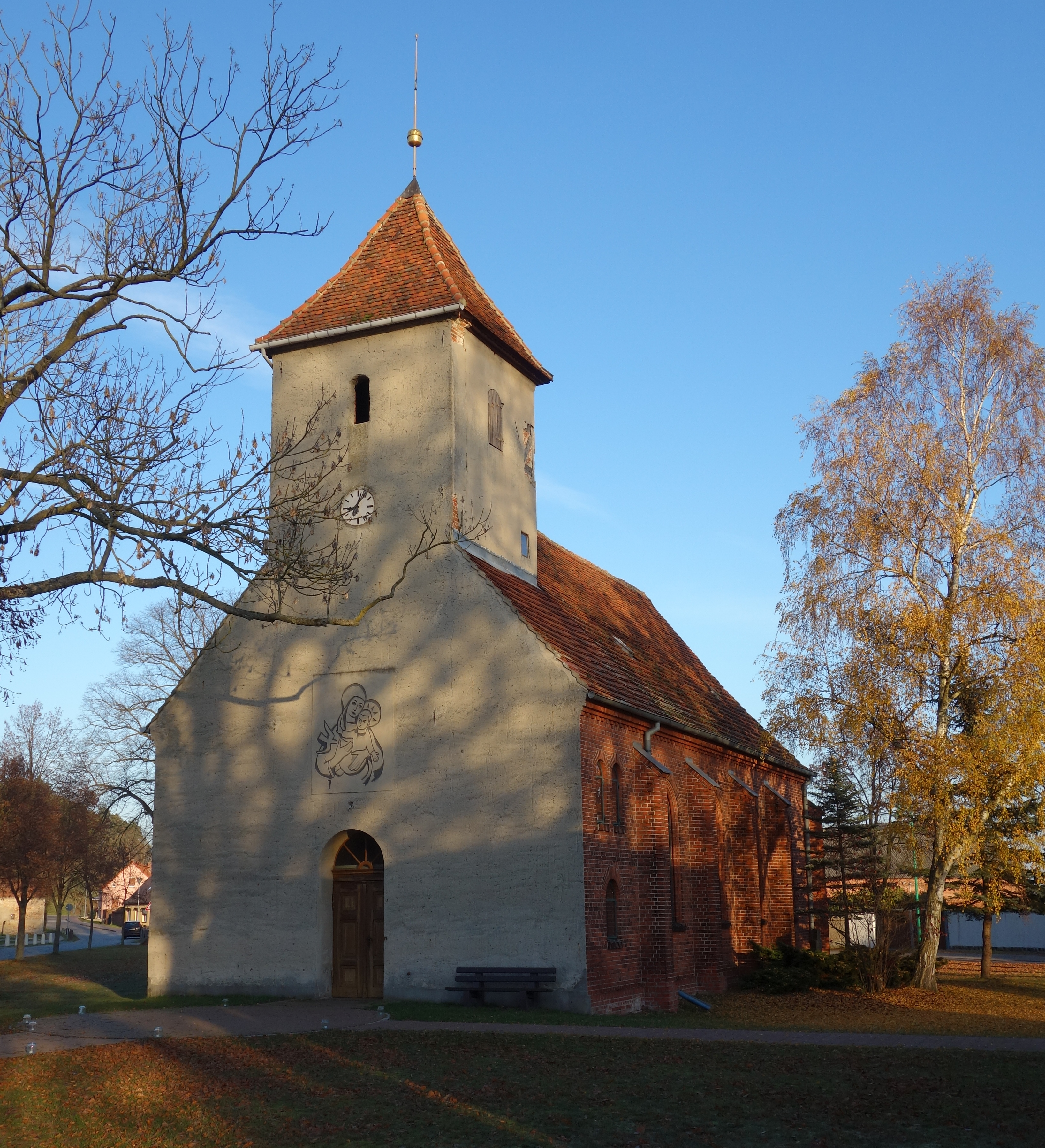
Evangelische Kirche

- Die evangelischen Christen gehören der Hoffnungskirchengemeinde im Elb-Havel-Winkel mit Sitz in Göttlin an. Zur Gemeinde zählen auch die Gläubigen in Rathenow-West (Neue Schleuse), Grütz und Steckelsdorf sowie die der Ortsteile Großwudicke und Buckow der Gemeinde Milower Land.
- Die katholischen Christen gehören zum Einzugsbereich der Kuratie Sankt Josef in Steckelsdorf-Ausbau. Die Kuratie ist Teil der Pfarrei Dreifaltigkeit in Tangermünde.

## Kultur und Sehenswürdigkeiten
Die Dorfkirche Göttlin ist eine Backsteinkirche aus dem Jahr 1890, die in ihrer Grundform ihrem Vorgänger ähnelt. Im Turm hängt eine Glocke, die Jacob Wentzel aus Magdeburg im Jahr 1690 goss.

## Söhne und Töchter von Göttlin
- Volker Worlitzsch (1944–2023), Violinist und Konzertmeister
- Ronald Seeger (* 1956), Politiker, Bürgermeister von Rathenow